# Castro do Monte Castelo de Guifões
O Castro do Monte Castelo de Guifões, Monte Castelo ou Castro de Guifões localiza-se na vila de Guifões, na atual freguesia de Custóias, Leça do Balio e Guifões, no município de Matosinhos, sobranceiro à foz do rio Leça.
Trata-se de um povoado da idade do ferro ou seja do 1º milénio a.C. que fora posteriormente romanizado pelos romanos no século IV d.c.
É monumento classificado como Imóvel de Interesse Público desde 1971.